# 白山靺鞨

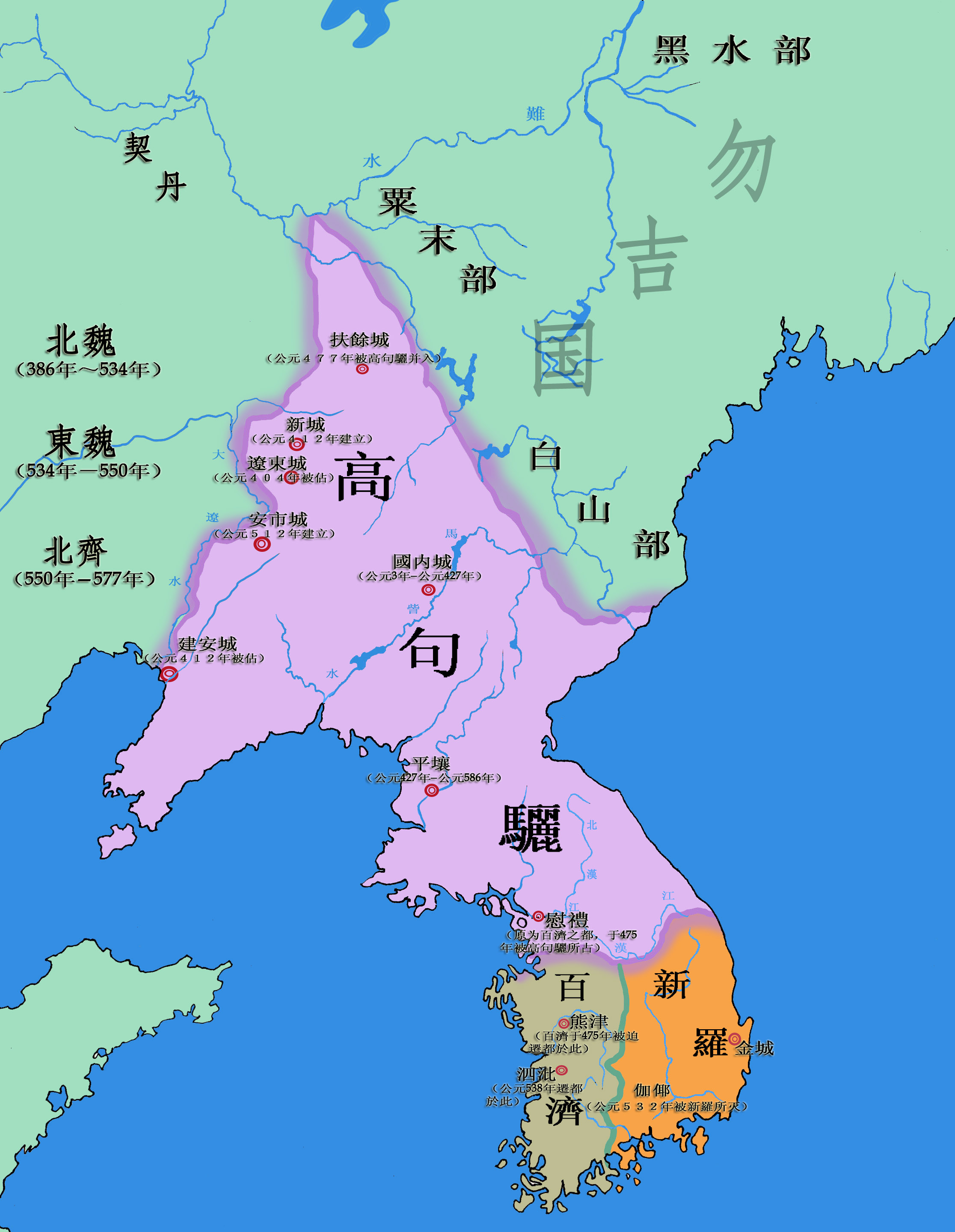
6世纪末白山、黑水、粟末三部与高句丽

白山靺鞨即白山部靺鞨，东北亚历史上靺鞨的一部。靺鞨在中国中原的南北朝时期形成“靺鞨七部”，白山部便是其中一部。白山部落与周边的粟末部和黑水部的不同在于白山一向臣服于高句丽。高句丽灭亡后又协助高句丽遗民以及当地的粟末靺鞨共同创建渤海国。白山部的地理位置在粟末部的东南，黑水部的正南，因毗邻太白山（今长白山）而得名。活动区域大概相当于今中国吉林省白山市和朝鲜咸镜南、北二道。白山部是靺鞨七部中地域最南的一部。此地原为濊貊族系东沃沮人的活动地域。白山靺鞨的源头可追溯到肃慎。肃慎发展成靺鞨。3世纪初期，靺鞨族人从牡丹江流域迁徙到了松花江中下游以及黑龙江中下游地区。在中国中原的传统史书中改称“勿吉”，实为一族。靺鞨族人进入原东沃沮地区。因居住在以长白山为中心的地域故而得名“白山部”。而后白山、粟末二部虽然被高句丽所征服，但一直没有融入高句丽，仍旧保持部落的独立。中国传统史书记载他们“无屋宇……并依山水掘地为穴……相居而居”。《北史》中记载白山部是靺鞨七个部落中重要的一员，拥有“胜兵三千”。被高句丽征服后逐渐成为高句丽王朝扩张战争机器的一个重要的部分，是5、6世纪东北亚地区一支重要的军事力量。482年白山靺鞨随同高句丽南下侵犯百济。668年，唐与新罗共同灭高句丽。史书载“其白山部……部众多入中国”，迁入中原。